# Vontier
Vontier Corporation (NYSE: VNT) er en amerikansk industrikoncern, der udvikler og producerer systemer og software til ladestationer, vaskehaller og nærbutikker. Virksomheden blev etableret i 2020 ved et spin-off fra Fortive. De har hovedkvarter i Raleigh, North Carolina med kunder i over 150 lande.